# أليس في بلاد العجائب (فلم 1903)
أليس في بلاد العجائب (بالإنجليزية: Alice in Wonderland) هو فيلم أبيض وأسود بريطاني خيالي صامت إنتاج عام 1903 أخرجه سيسيل هيبورث وبيرسي ستو. من المعروف وجود نسخة واحدة فقط من الفيلم الأصلي. قام المعهد البريطاني للأفلام بإعادة الفيلم جزئيًا ولون الفيلم الأصلي وأصدره في عام 2010، يذكر أن هذا هو أول فيلم مقتبس عن كتاب لويس كارول للأطفال عام 1865 ، مغامرات أليس في بلاد العجائب. تم تصويره في الغالب في بورت ميدو في أكسفورد.
الفيلم يتميز لاستخدامه المؤثرات الخاصة.

## القصة
تتبع أليس أرنبًا أبيض ضخمًا في جحر أرنب. تجد بابًا صغيرًا لكنها لا تستطيع المرور منه. عندما تجد زجاجة مكتوب عليها "اشربني"، تشربها فتتقلص، لكن ليس بما يكفي للعبور من الباب. ثم تأكل كعكة مكتوب عليها "كُلني" ويكبر حجمها. تجد مروحة تُمكّنها من التقلص بما يكفي للعبور من الباب إلى الحديقة الجميلة، حيث تحاول أن تجعل كلبًا يلعب معها. تدخل منزل الأرنب الأبيض الصغير، لكنها تكبر فجأة إلى حجمها الطبيعي. وللخروج، تستخدم المروحة.
تدخل مطبخًا، حيث توجد طاهية وامرأة تحمل طفلًا. تقنع المرأة بإعطائها الطفل، وتأخذه إلى الخارج بعد أن تبدأ الطاهية برمي الأشياء. يتحول الطفل بعد ذلك إلى خنزير ويتلوى من قبضتها. يتضح أن المرأة دوقة. تظهر قطة الدوقة شيشاير وتختفي عدة مرات أمام أليس، وترشدها إلى حفل الشاي المجنون للقبعة المجنونة. بعد برهة، تغادر.
تدعو الملكة أليس للانضمام إلى الموكب الملكي، وهو استعراض لأوراق اللعب وغيرها، بقيادة الأرنب الأبيض. عندما أساءت أليس للملكة دون قصد، استدعت الأخيرة الجلاد. صفعت أليس آذان الجلاد ثم هربت عندما سقط كل أوراق اللعب. تستيقظ لتدرك أن كل ذلك كان مجرد حلم.

## طاقم التمثيل
- ماي كلارك في دور أليس
- سيسيل م. هيبورث في دور الضفدع
- جيفري فيثفول في دور ورقة اللعب
- ستانلي فيثفول في دور ورقة اللعب
- السيدة مارغريت هيبورث في دور الأرنب الأبيض / ملكة القلوب
- نورمان ويتن في دور صانع القبعات المجنون / السمكة

## روابط خارجية
- Alice in Wonderland  في قاعدة بيانات الأفلام على الإنترنت (بالإنجليزية)
- Alice in Wonderland at silentera.com; the full movie can be viewed here (9 minutes, 32 seconds long).
- Alice in Wonderland (1903) - Lewis Carroll - BFI National Archive على يوتيوب